# Jakovljev Jak-11
Jakovljev Jak-11 (rus. Як-11; NATO naziv. "Moose") je sovjetski zrakoplov za obuku pilota kojeg su od 1947. do 1962. koristile Sovjetske zračne snage kao i ratna zrakoplovstva drugih zemalja diljem svijeta pod utjecajem SSSR-a.

## Povijest
Dizajn Jakovljeva Jak-11 je u velikoj mjeri temeljen na uspješnom lovcu Jak-3 te je postao naširoko korišten trener u sovjetskom ratnom zrakoplovstvu. Po svojoj važnosti Jak-11 je bio izjednačavan s američkim trenerom T-6 Texan.
Prvi prototip nazvan Jak-UTI (u nekim dokumentima kao Jak-3UTI) je dizajnirao glavni inženjer V. A. Šavrin. 10. studenoga 1945. je testni pilot G. S. Klimuškin izveo prvi probni let. Prototip se temeljio na modelu Jak-3U te je imao mješovitu gradnju trupa. Zrakoplov se razlikovao od Yak-3U po slabijem 7-cilindarskom i zračno hlađenom ASh-21 motoru snage 570 KS. Drugi kokpit (za instruktora) je dodan na istom mjestu kao i kod Jak-3U. Kod same konstrukcije zrakoplova naglašen je impresivan faktor opterećenja od 15,4 G.
Avion je bio naoružan s jednom Berezin UB strojnicom montiranom na lijevoj strani nosa te kapacitetom od 100 metaka. Tu su bila i dva nosača na koje su se mogle montirati dvije FAB-100 bombe ili drugo oružje.
Nakon tvorničkih ispitivanja, prototip je predan u NII-VVS radi dodatnih testiranja koja su dovršena u listopadu 1946. godine. Za proizvodnju su bile ovlaštene tvornice u Saratovu i Lenjingradu dok je prva isporuka započela sredinom 1947.
Proizvodnja Jak-11 se razlikovala od proizvodnje prototipa te je bila malo teža, uglavnom zbog dodatne opreme te neuvlačivog stražnjeg kotača. Osim toga, u proizvodnji su se često koristili VISh-111D-15 propeleri dok je umjesto Berezin UB dodana ShKAS strojnica. Neki zrakoplovi bili su opremeljeni sa stražnjim periskopom iznad vjetrobranskog stakla.
U razdoblju između 1947. do 1955. proizvedeno je ukupno 3.859 zrakoplova. Na temelju licence koja je 1953. prodana čehoslovačkoj tvrtki Let Kunovice, proizvedeno je dodatnih 707 zrakoplova pod nazivom C-11 (LET C-11 u nekim dokumentacijama). Sam zrakoplov je u svoje vrijeme postavio 5 svjetskih rekorda.
Yak-11 i C-11 su se koristili u zemljama Varšavskog pakta te su se također izvozili i u mnoge azijske, afričke i bliskoistočne zemlje.

## Jak-11U
Jak-11U je dizajniran specijalno za obuku budućih pilota mlažnjaka te se tehnički razlikuje konvencionalnog Jak-11. Također, značajno je smanjen spremnik za gorivo a sam Jak-11U je ušao u proizvodnju 1951. godine. Čehoslovačka inačica se proizvodila pod nazivom C-11U.

## Korejski rat
20. lipnja 1950. je formacija lovaca F-82 Twin Mustang američkih zračnih snaga osiguravala zračni prostor za transportne zrakoplove C-54 Skymaster koji su prevozili posljednje američke civile iz Sjeverne Koreje. Odjednom se u zraku pojavila mješovita sjevernokorejska flota sastavljena od sovjetskih lovaca Jak-9, Jak-11 i La-7. Jedan Jak-11 je s nekoliko hitaca pogodio F-82 kojim je upravljao poručnih Charles Moran te je oštećen vertikalni stabilizator. Nekoliko trenutaka kasnije, američki pilot, poručnik William G. Hudson je uspio napraviti nagli manevar kojim je zatvorio Jakov rep te je iz velike blizine ispalio hice pomoću 12,7 mm strojnice. Drugom serijom hitaca Jak-11 je pogođen u desno krilo zbog čega se zapalio spremnik plina. Stoga je sjevernokorejski pilot iskočio iz aviona padobranom na tlo gdje su ga okružili južnokorejski vojnici. Začudo, pilot je izvukao pištolj te počeo pucati na vojnike koji su uzvratili paljbu te ga pritom ubili.
Nekoliko trenutaka kasnije, poručnika Morana je oborio sjevernokorejski La-7 dok je nekoliko kilometara dalje još jedan La-7 oborio avion kojim je upravljao bojnik Jame W. Little.
Ukupno gledajući, transportni zrakoplov C-54 uspio je u cijelom napadu pobjeći na sigurno. Od ukupno pet zrakoplova Sjeverne Koreje, samo su se dva vratila u svoju zračnu bazu. Tada je poručnik William G. Hudson zajedno sa svojim radarskim operaterom, Carlom Fraiserom postigao prvo "ubojstvo" u dogfightovima tokom Korejskog rata.

## Usporedba Jak-11 s AT-6 Texan
Kao što je AT-6 Texan bio glavni trener u američkom USAF-u, tako je Jakovljev Jak-11 bio u sovjetskom ratnom zrakoplovstvu. Oba zrakoplova bila su u službi više od deset godina te su oba aviona imala sličan dizajn, iako je Jak-11 imao superiornije performanse zbog lovačkih mogućnosti. Različitosti između AT-6 i Jak-11 ogledale su se u sljedećem:
- Jak-11 je bio manji od T-6, dok su oba zrakoplova imala istu težinu.
- Jak-11 je koristio motor snage 700 KS dok je američki model imao nešto slabiji motor od 600 KS.
- operativni domet Jak-11 bio je 795 milja dok je kod AT-6 Texana bio 730 milja.
- max. brzina Jak-11 iznosila je 289 mph a ekonomska brzina 230 mph. Američki T-6 je postizao max. brzinu od 208 mph dok je ekonomska brzina bila 145 mph, što je skoro 100 mph sporije od sovjetskog trenera.
- max. visina leta kod Jak-11 bila je 23.289 stopa a kod AT-6 je iznosila nešto više od 24.000 stopa.
- ukupno je proizvedeno 4.566 Jakovljev Jak-11 trenera dok je kod AT-6 ona bila gotovo četiri puta veća i iznosila je 15.495 (sve inačice AT-6).

## Korisnici
Jakovljev Jak-11 je danas uglavnom povučen iz uporabe, no još ga koriste neka ratna zrakoplovstva, kao primjerice Nacionalne zračne snage Angole.
- SSSR: Sovjetske zračne snage (primarni korisnik).
- Afganistan: Kraljevskim afgaškim zračnim snagama je 1958. isporučeno 14 trenera. 1999. godine niti jedan avion više nije bio u uporabi.
- Albanija: albanskom ratnom zrakoplovstvu je dostavljeno četiri zrakoplova.
- Alžir: alžirske zračne snage.
- Angola: Nacionalne zračne snage Angole koriste 11 Jakovljev Jak-11 aviona.
- Austrija: austrijske zračne snage.
- Bugarska: bugarske zračne snage.
- Čehoslovačka: čehoslovačko ratno zrakoplovstvo.
- Egipat: egipatske zračne snage.
- Irak: iračke zračne snage.
- Njemačka Demokratska Republika: istočnonjemačko ratno zrakoplovstvo.
- Jemen: jemenske zračne snage.
- NR Kina: ratno zrakoplovstvo kineske narodno-oslobodilačke vojske.
- Mađarska: mađarske zračne snage.
- Mongolija: mongolske narodne zračne snage.
- Poljska: poljske zračne snage su koristile 101 sovjetski Jak-11 te 37 C-11 čehoslovačke proizvodnje.
- Rumunjska: rumunjske zračne snage su raspolagale s 90 Jak-11 trenera.
- Sirija: sirijske zračne snage.
- Sjeverna Koreja: sjevernokorejsko ratno zrakoplovstvo.
- Somalija: somalski zračni korpus.
- Vijetnam: vijetnamske narodne zračne snage.

## Tehničke karakteristike
Izvori podataka: 
Osnovne karakteristike
- posada: 2 (student i instruktor)
- dužina: 8,20 m
- raspon krila: 9,4 m
- površina krila: 15,40 m²
- visina: 3,28 m

Letne karakteristike
- najveća brzina: 460 km/h (289 mph)
- ekonomska brzina: 370 km/h (230 mph)
- dolet: 1.250 km (795 milja)
- brzina penjanja: 8,1 m/sek. (1.600 stopa/sek.)
- najveća visina leta: 7.100 m
- specifično opterećenje krila: 161 kg/m²
- motor: 1× Švetsov ASh-21 zračno hlađeni motor

Naoružanje
- naoružanje:
- Top: 12,7 mm Berezin UB
7,62 mm ShKAS
- Nosač oružja: 
Ukupno 2 nosača na krilima na koja se mogu montirati dvije bombe.
Maksimalna nosivost je 200 kg.

## Vidjeti također
Povezani zrakoplovi
- Jakovljev Jak-3

Usporedivi zrakoplovi
- T-6 Texan
- PZL TS-8 Bies

## Vanjske poveznice
- Bill Gunston: "Yakovlev Aircraft since 1924.", London, UK: Putnam Aeronautical Books, 1997. ISBN 1-55750-978-6.
- Warren Thompson: "Double Trouble, The F-82 Twin Mustang In Korea" Air Enthusiast, ožujak 2001.